# Journeys out of the body
Journeys out of the body is het derde soloalbum van Steve Jolliffe. Het album werd uitgegeven door Nada Pulse, de compact disc verscheen tien jaar later bij Atlantis, uit Bangor (Maine). Op de hoes van het album schreef Jolliffe dat hij zelf een aantal uittredingen uit zijn lichaam had meegemaakt en dat wilde omzetten in muziek. De binnenhoes liet dagboekfragmenten uit 1981 zien. Opnamen vonden plaats in Bruton, te Somerset.

## Musici
- Steve Jolliffe – synthesizers, piano, sopraansaxofoon, dwarsfluit, Emulator 1 en stem
- Rich Brunton (van B&B en Gerry Rafferty) – gitaar
- Tony Duhig (van Jade Warrior) – elektrische gitaar.

## Muziek
Track vier duurt op de lp-versie twee minuten korter dan hieronder aangegeven.
Alle van Jolliffe

| Nr. | Titel                            | Duur  |
| --- | -------------------------------- | ----- |
| 1.  | Second reality                   | 8:26  |
| 2.  | Middle dream state               | 11:51 |
| 3.  | Dark lady                        | 7:07  |
| 4.  | Flight and returning to the body | 9:16  |